# Tatra T6C5
Tatra T6C5 (podtyp tramvaje T6) je model českého tramvajového vozu z 2. poloviny 90. let minulého století. Vyroben byl pouze jeden prototyp, který je provozován ve Strausbergu.

## Konstrukce
T6C5 je poněkud atypická tramvaj. Jde o obousměrný čtyřnápravový motorový tramvajový vůz vyvinutý původně pro americké město New Orleans. Vozidlo je vybaveno čtyřmi dveřmi, vždy dvěma na jedné straně vozové skříně (po směru jízdy přední a prostřední dveře). Na obou koncích vozu jsou umístěny kabiny řidiče. Jinak konstrukčně vychází z osvědčených typů T6A2 a T6A5. Elektrická výzbroj je typu TV14.
Do tohoto typu tramvaje je možno montovat podvozky jak pro normální rozchod kolejí 1435 mm, tak i pro jiné, nestandardní rozchody.

## Prototyp

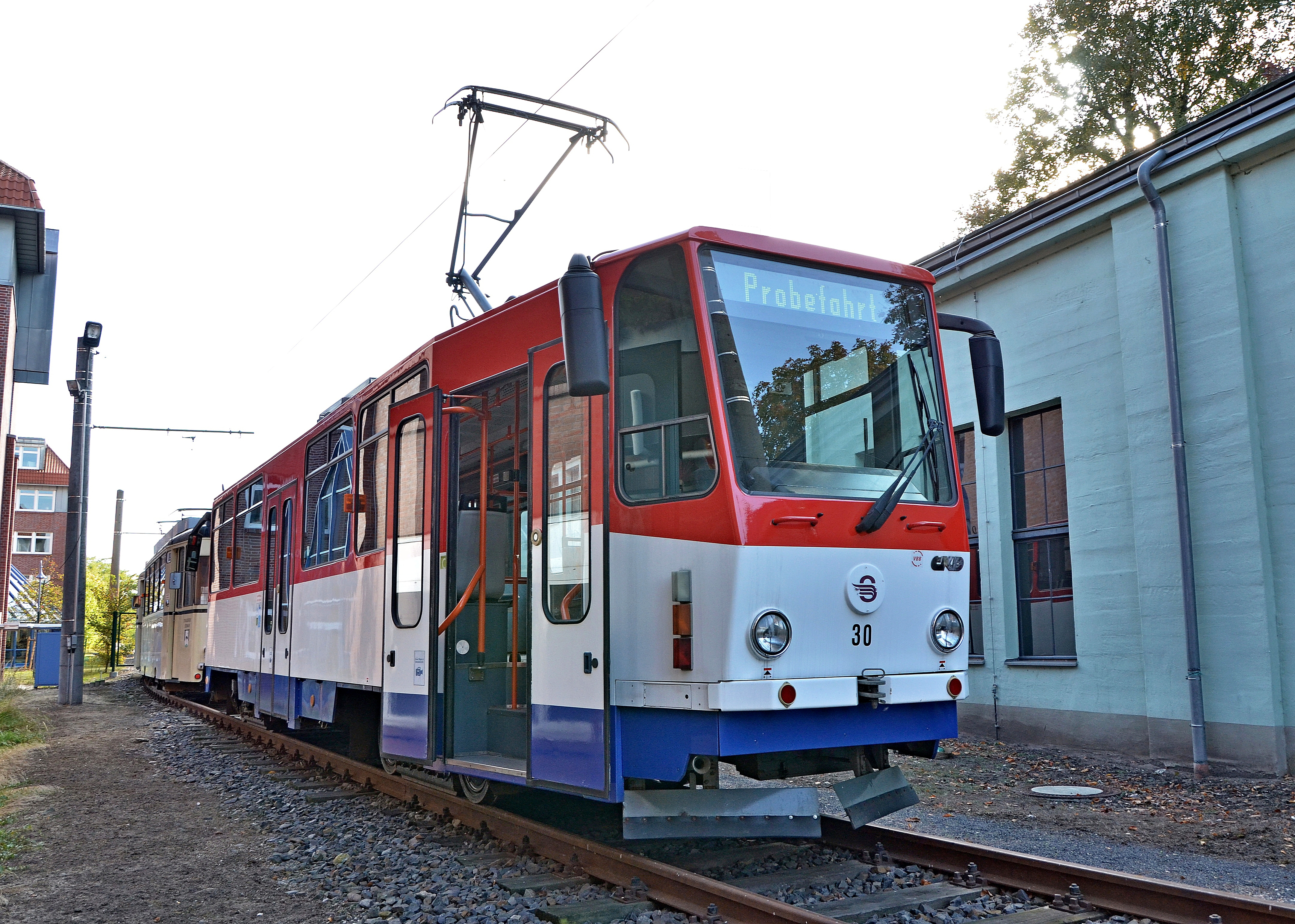
Vůz T6C5 zachycený na venkovní odstavné koleji u vozovny ve Strausbergu

Vůz (bez evidenčního čísla) byl vyroben v roce 1998. Po krátkých zkušebních jízdách v Praze byl prototyp převezen do New Orleans (neobvyklý rozchod kolejí – 1587,5 mm), kde zkušebně jezdil od roku 1999. Zákazník byl s vozem spokojen, ale poté, co se dozvěděl o hospodářských potížích ČKD, ztratil zájem. V roce 2001 byla tramvaj přemístěna zpět do Prahy.
Zájem o atypický vůz projevil dopravní podnik z německého města Strausberg, který provozuje tramvajovou dopravu na 6 km dlouhé jednokolejné trati bez smyček. Pro noční provoz byly vozy Tatra KT8D5, které byly tehdy ve Strausbergu běžně v provozu, příliš velké, proto podnik zakoupil tramvaj T6C5. Po vybavení vozu podvozky o standardním rozchodu a (již druhých) zkušebních jízdách v pražské kolejové síti byl vůz převezen na místo určení, kde od roku 2003 jezdí pod evidenčním číslem 30.
Vůz nevykazoval velkou provozní spolehlivost a po dodávce nízkopodlažních tramvají Bombardier Flexity Berlin již není toto vysokopodlažní vozidlo příliš vypravováno.